# Cronstedtite
La cronstedtite est une espèce minérale du groupe des silicates sous-groupe des phyllosilicates. C'est un silicate ferreux appartenant à la famille des serpentines. Sa formule est Fe2+2Fe3+(Si,Fe3+O5)(OH)4 avec des traces : Al, Ca.

## Inventeur et étymologie
Décrite par le minéralogiste Steinmann en 1821 et nommée en l'honneur du minéralogiste suédois Axel Fredrik Cronstedt (1722-1765).

## Topotype
Príbam, Bohême, République tchèque.

## Synonymie
- Chloromélane[2]
- Sideroschisolite

## Cristallographie
Huit polytypes sont connus :
- Cronstedtite-1 M
- Cronstedtite-2M1
- Cronstedtite-2T
- Cronstedtite-3T1
- Cronstedtite-2H1
- Cronstedtite-2H2
- Cronstedtite-6R3
- Cronstedtite-6H2

- Paramètres de la maille conventionnelle : {\displaystyle a} = 5,486 Å, {\displaystyle c} = 7,095 Å ; Z = 1 ; V = 184,92 Å3
- Densité calculée = 3,59 g/cm3

## Cristallochimie
Elle fait partie d'un groupe de minéraux isostructuraux : le groupe des serpentines.

### Groupe des serpentines
- Amésite Mg2Al(SiAl)O5(OH)4 C1 1
- Antigorite (Mg,Fe2+)3Si2O5(OH)4 Cm m
- Berthiérine (Fe2+,Fe3+,Al,Mg)23(Si,Al)2O5(OH)4 Cm m
- Brindleyite (Ni,Mg,Fe2+)2Al(SiAl)O5(OH)4 C 2 2
- Caryopilite (Mn2+,Mg,Zn,Fe2+)3(Si,As)2O5?(OH,Cl)4 Cm ou C 2/m Mono
- Chrysotile Mg3Si2O5(OH)4 A2/m 2/m
- Clinochrysotile Mg3Si2O5(OH)4 Cc, C 2/m Mono
- Cronstedtite Fe2+2Fe3+(Si,Fe3+O5)(OH)4 P 31m 3m
- Fraipontite (Zn,Al)3(Si,Al)2O5(OH)4 Cm m
- Garniérite (Népouite) Ni3Si2O5(OH)4 Ccm21 mm2
- Greenalite (Fe2+,Fe3+)2-3Si2O5(OH)4 (nombreux polytypes)
- Kellyite (Mn2+,Mg,Al)3(Si,Al)2O5(OH)4 P 63 6
- Manandonite Li2Al4[(Si2AlB)O10](OH)8 C1 1
- Lizardite Mg3Si2O5(OH)4 P1 1
- Orthochrysotile Mg3Si2O5(OH)4 Unk Ortho
- Parachrysotile Mg3Si2O5(OH)4 Unk Ortho
- Pécoraïte Ni3Si2O5(OH)4 C 2/m 2/m

## Galerie

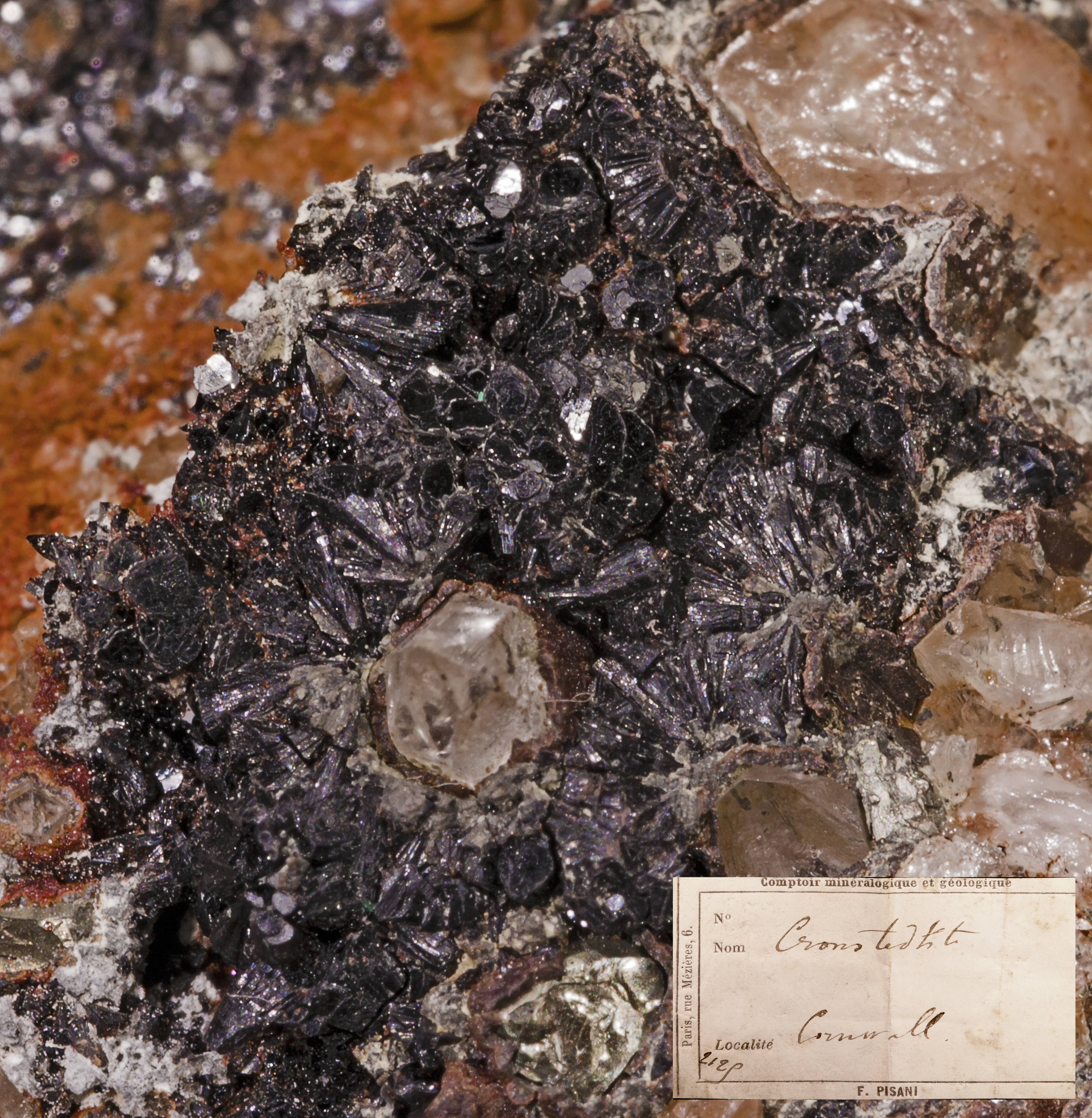
Cronstedtite- Autographe de Pisani - Cornouailles, Angleterre

## Gîtologie
- Hydrothermalisme de basse température.
- Présent dans des météorites.

### Minéraux associés
sidérite, pyrite, sphalérite, clinochlore, quartz.

## Gisements remarquables
- Allemagne

Grube Hohe Warte, Gernrode, Harz, Saxe-Anhalt.
- France

Mine de Salsigne, Salsigne, Mas-Cabardès, Carcassonne, Aude, Languedoc-Roussillon 
- Italie

Mine de Brosso et Cálea, Lessolo/Brosso, pays Canavais, province de Turin, Piémont
- République tchèque

Vojtěch Mine, gisement de Březové Hory, Příbram, région centrale de la Bohême.